# Villa Wippermann

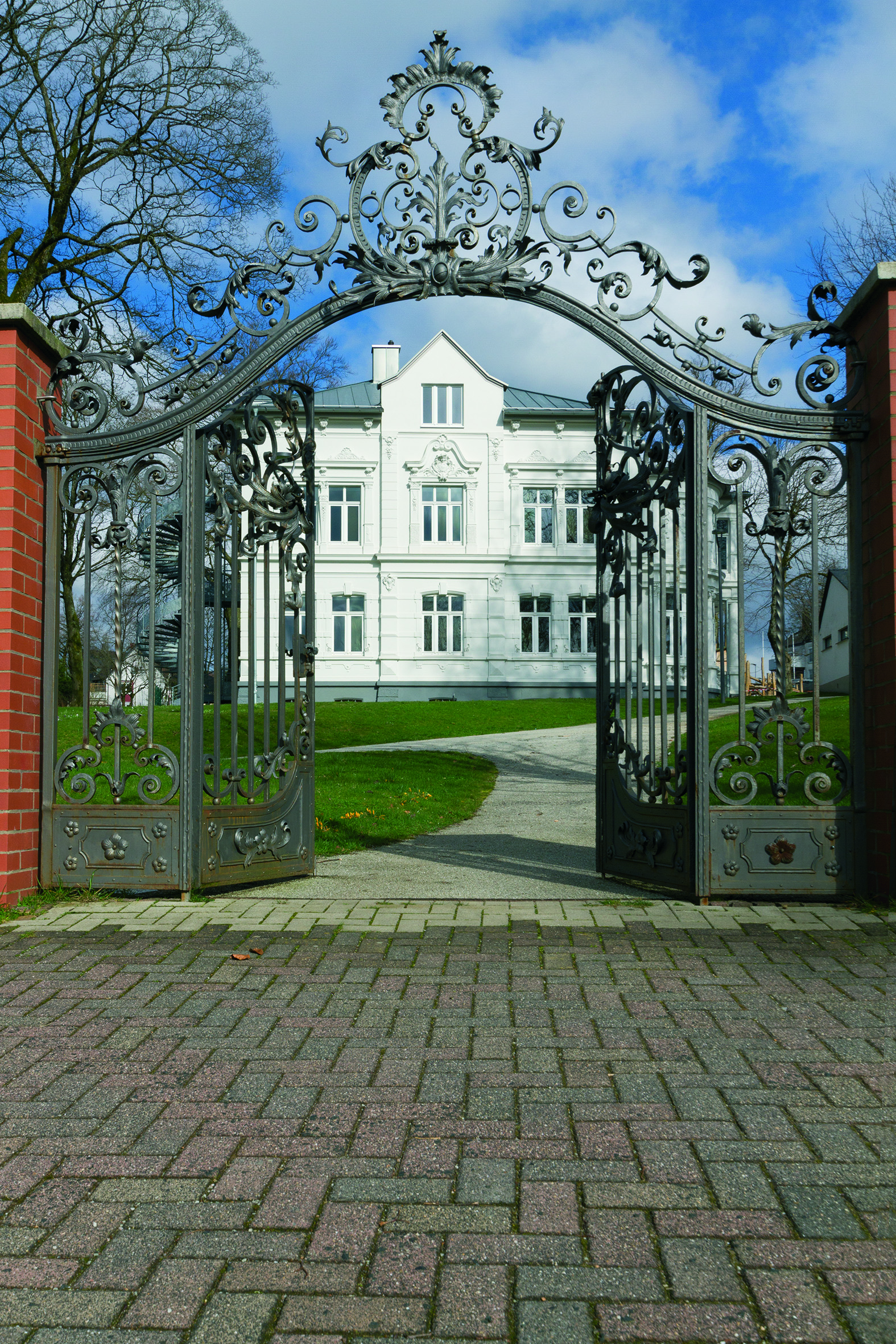
Eingangstor, März 2020

Die Villa Wippermann ist ein ehemaliges Wohngebäude in Halver. Sie ist heute ein kultureller Veranstaltungsort und beherbergt das Regionalmuseum „Oben an der Volme“.

## Geschichte
Im Jahr 1895 erbaute der Fabrikant Gustav Wilhelm Wippermann mit seiner Ehefrau Aline (geb. Lüsebrink) die Villa. 
Im Rahmen der Restaurierung des Objekts wurde auch das schmiedeeiserne Eingangstor – seinerzeit nach dem Vorbild des Versailler Schlosses angefertigt und über viele Jahre eingelagert – wieder an seinem ursprünglichen Platz aufgestellt.

## Haus der Kultur
Seit 2017 ist der Bau eines der drei „Häuser der Kultur“ in Halver. Zu den festen Einrichtungen zählen ein Klassenraum aus dem Jahr 1900 und eine kleine Küche. Ferner zeigen wechselnde Ausstellungen die Geschichte der Stadt, der Landwirtschaft, Wirtschaft, Technik und Menschen.
Im Erdgeschoss finden Sonderausstellungen, Konzerte, Lesungen und sonstige kulturelle Veranstaltungen statt. Dieser Bereich wird darüber hinaus vom örtlichen Standesamt für Trauungen genutzt. 
Der Park gehört zu den weiteren Attraktionen der Anlage.